# Hành tinh nguyên tử

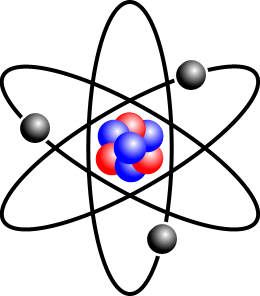
Một mô tả về mẫu hành tinh nguyên tử Rutherford dành cho nguyên tử lithi

Hành tinh nguyên tử, còn gọi là mẫu hành tinh nguyên tử hay mô hình nguyên tử Rutherford, là một mô hình về nguyên tử được nhà vật lý người New Zealand là Ernest Rutherford (1871–1937) đưa ra sau năm 1911.
Trong mẫu hành tinh nguyên tử, hạt nhân mang điện tích dương rất nhỏ bé, tập trung phần lớn khối lượng của nguyên tử ở trung tâm; còn các điện tử mang điện tích âm quay chung quanh hạt nhân trên các quỹ đạo giống như các hành tinh quay chung quanh Mặt Trời.

## Lịch sử
Trước năm 1911, nguyên tử được cho là có cấu trúc tuân thủ theo mô hình mứt mận của J. J. Thomson, gồm các hạt tích điện dương đan xen với các electron, tạo thành một hỗn hợp tương tự như thành phần của mứt mận (Plum pudding model).
Năm 1909, theo sự chỉ đạo của Rutherford, Hans Geiger và Ernest Marsden tiến hành thí nghiệm, mà sau này gọi là thí nghiệm Rutherford, tại Đại học Manchester. Họ chiếu dòng hạt alpha vào các lá vàng mỏng và đo số hạt alpha bị phản xạ, truyền qua và tán xạ. Họ khám phá ra một phần nhỏ các hạt alpha đã phản hồi lại.
Nếu cấu trúc nguyên tử có dạng như mô hình "mứt mận" thì sự phản hồi xảy ra rất yếu, do nguyên tử là môi trường trộn lẫn giữa điện tích âm (của điện tử) và điện tích dương (của proton), trung hòa điện tích và gần như không có lực tĩnh điện giữa nguyên tử và các hạt alpha.
Năm 1911, Rutherford giải thích kết quả thí nghiệm, với giả thiết rằng nguyên tử chứa một hạt nhân mang điện tích dương nhỏ bé trong lõi, với những điện tử mang điện tích âm khác chuyển động xung quanh nó trên những quỹ đạo khác nhau, ở giữa là những khoảng không. Khi đó, hạt alpha khi nằm bên ngoài nguyên tử không chịu lực Coulomb, nhưng khi đến gần hạt nhân mang điện dương trong lõi thì bị đẩy do hạt nhân và hạt alpha đều tích điện dương. Do lực Coulomb tỷ lệ nghịch với bình phương khoảng cách nên hạt nhân cần có kích thước nhỏ để đạt lực đẩy lớn tại các khoảng cách nhỏ giữa hạt alpha và hạt nhân.

## Ảnh hưởng
Mô hình nguyên tử của Rutherford là mô hình đầu tiên đề xuất một hạt nhân nhỏ bé nằm tại tâm của nguyên tử, có thể coi là sự khai sinh cho khái niệm hạt nhân nguyên tử. Sau khám phá này, việc nghiên cứu về nguyên tử được tách ra làm hai nhánh, vật lý hạt nhân nghiên cứu về hạt nhân nguyên tử, và vật lý nguyên tử nghiên cứu cấu trúc của các electron bay quanh.
Tuy nhiên, mô hình Rutherford có cách nhìn cổ điển về các hạt electron bay trên quỹ đạo như các hành tinh bay quanh Mặt Trời; không thể giải thích được cấu trúc quỹ đạo của electron liên quan đến các quá trình hóa học; đặc biệt không giải thích được tại sao nguyên tử tồn tại cân bằng bền và electron không bị rơi vào trong hạt nhân. Mô hình này sau đó được thay thế bằng mô hình bán cổ điển của Niels Bohr vào năm 1913 và mô hình lượng tử về nguyên tử.
Dù cho nó không chính xác, mô hình nguyên tử Rutherford thường được dùng trong các minh họa trong các phương tiện thông tin đại chúng như là biểu tượng cho nguyên tử. Ví dụ như mô hình này được vẽ trên cờ của Cơ quan Năng lượng Nguyên tử Quốc tế.